# Immer, wenn ich glücklich bin
Immer, wenn ich glücklich bin ist ein österreichischer Spielfilm aus dem Jahre 1937 von Carl Lamac mit Marta Eggerth, deren letzte deutschsprachige Vorkriegsproduktion dies war. Umringt wird die Künstlerin von altbewährten Kräften des Wiener Musik- und Komödienfilms (Hans Moser, Paul Hörbiger, Theo Lingen, Annie Rosar). Als Co-Star ist der soeben zu frischem deutschen Filmruhm gekommene niederländische Neu-Star Frits van Dongen (Der Tiger von Eschnapur, Das indische Grabmal) zu sehen.

## Handlung
Marietta Duval ist ein großer Musikrevuestar, ihr jüngster Bühnenerfolg hat mal wieder sämtliche Rekorde gesprengt. Ihr Theaterdirektor Josef Reinhold ist rund um zufrieden mit seinem besten „Pferd im Stall“, findet aber, dass zur perfekten Abrundung ihres Lebens unbedingt ein Mann gehört, auch wenn er nicht an sich selbst denkt. Marietta ist jedoch nicht an einer neuen Liebe interessiert, zu viele schlechten Erfahrungen, die sie in der letzten Zeit gemacht hat, sprechen dagegen. Dennoch versucht Reinhold ihrem privaten Glück ein wenig auf die Sprünge zu helfen. Als der Präsident des Theaterausschusses, Paul Willings, das gesamte Revueensemble in den exklusiven Poloclub einlädt, wartet im Séparée bereits ein gedeckter Tisch für zwei Personen für ein köstliches Souper. Marietta schiebt aber als Grund ihre Erschöpfung vor, als sie Willings, der als Frauenheld und Schwerenöter gilt, eine Absage erteilt. Stattdessen betritt der Gutsbesitzer Hans von Waldenau den Raum und sieht die etwas abseits sitzende Marietta nicht sofort. Hungrig macht sich der Landadelige über die zubereiteten Speisen her. Marietta beobachtet die Situation eine Zeit lang amüsiert, dann aber macht sie auf sich aufmerksam. Man kommt ins Gespräch, und die Sangeskünstlerin ist erstaunt, dass ihre neue Bekanntschaft nicht die geringste Ahnung hat, wer sie ist. Erst später teilt man Waldenau mit, dass Marietta Duval als der große Stern am Revuehimmel gilt. Hans von Waldenau scheint an ihr interessiert. Mit einem Trick lockt er Willings fort und fährt zusammen mit Marietta im Auto davon. 
Als ein Mann schneller Entschlüsse, macht er ihr kurz darauf einen Heiratsantrag. Als ein Mann überkommener Wertevorstellungen verlangt Waldenau aber auch, dass Marietta ihren Beruf aufgeben müsse, um fortan nur noch für ihn da zu sein. Während Marietta zunächst erschreckt ablehnt, erkennt sie aber später, wie groß seine Liebe für sie ist, lässt sich schließlich auf seine Forderungen ein und wird Frau Gutsbesitzerin von Waldenau. Ohne Marietta geht die Revue nun aber den Bach herunter. Die Erfolge bleiben aus, und das Ensemble löst sich großenteils auf. Jeder versucht so gut er kann irgendwo in einem Provinztheater unterzukommen. Die verbliebenen letzten Getreuen gastieren mit dem alten Ensemble auch in derjenigen Stadt, die nahe dem Gut Waldenaus liegt. Als Hans auf Geschäftsreise ist, wohnt Marietta einer Vorstellung ihrer alten Kollegen bei. Anschließend lädt sie alle auf das Gut ein. Marietta bemerkt erst jetzt, wie sehr ihr die Theaterluft gefehlt hat. Übermütig singt und tanzt sie einen Csardas. Just in diesem Moment kehrt Hans zurück, und zwischen den beiden Eheleuten kommt es zu einem Riesenkrach. Marietta beschließt, nicht länger auf ihre große Liebe, die Bühne, verzichten zu wollen und kehrt zu ihrer alten Truppe zurück. Ihre neue Premiere wird ein Riesenerfolg, und Hans, der selbiger beigewohnt hat, kommt in Mariettas Garderobe und gratuliert ihr aufrichtig. Die Eheleute versöhnen sich miteinander, und Hans lässt seiner Frau von nun an denjenigen künstlerischen Freiraum, den sie zu ihrem wahren Glück braucht.

## Produktionsnotizen
Die Dreharbeiten zu Immer, wenn ich glücklich bin fanden in rund acht Wochen zwischen Anfang November und Ende Dezember 1937 statt. Die Premiere war am 20. Januar 1938 in Berlins Gloria-Palast, die Wiener Erstaufführung ein Tag darauf.
Um dem Film jedwede Zensurprobleme im Reich Adolf Hitlers zu ersparen, akzeptierte Wiens Produzent Oskar Glück, dessen letzte Filmproduktion dies war, den strammen NS-Parteigänger Fred Lyssa als Herstellungsgruppenleiter. Franz Hoffermann übernahm die Produktionsleitung. Julius von Borsody entwarf die Filmbauten, Herbert Janeczka sorgte für den guten Ton.

## Musiktitel
Folgende Musiktitel werden gespielt:
- Immer, wenn ich glücklich bin
- Man darf nicht zu schwarz sehen
- Manola
- Eine Sehnsucht brennt so heiß in mir[1]
- Warum ist in Wien gerade der Walzer zu Haus?

## Kritiken
„Martha Eggerth singt und tanzt ausgiebig, und recht ausgiebig stellt sie auch  ihre körperlichen Reize zur Schau, die ein kleines Tanzhöschen und ein noch kleinerer Büstenhalter mehr enthüllen statt verhüllen.“

Die Österreichische Film-Zeitung schrieb: „Das Beispiel eines heiteren, musikalischen Films (…) Es ist ein Film, dessen geschicktes Drehbuch (Ernst Marischka) und einfallsreiche Regie (Karl Lamac) einem aus erstklassigen Kräften gewählten Ensemble Gelegenheit bietet, sein Können hervorragend zur Geltung zu bringen. Vor allem Marta Eggerth, deren auf hohem Niveau angelangtes gesangliches Können beschwingtes, liebenswürdiges Spiel und geschmeidige Grazie das Publikum begeistert ...“
Im Lexikon des Internationalen Films heißt es: „Revuefilm nach Schema: viel Musik, handfeste Situationskomik und populäre Stars.“